# Kibatalia arborea
Kibatalia arborea là một loài thực vật có hoa trong họ La bố ma. Loài này được (Blume) G.Don mô tả khoa học đầu tiên năm 1837.

## Hình ảnh

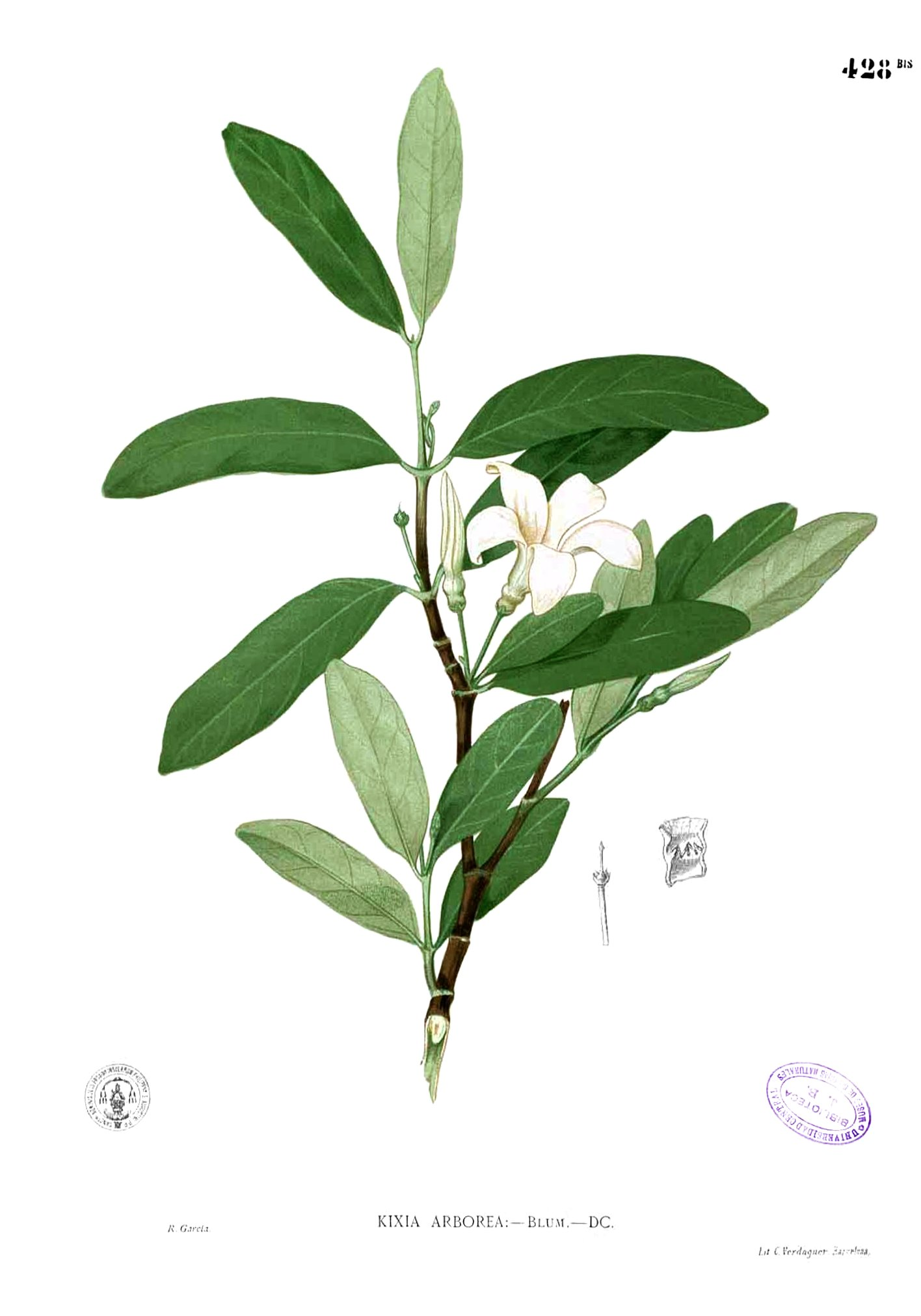
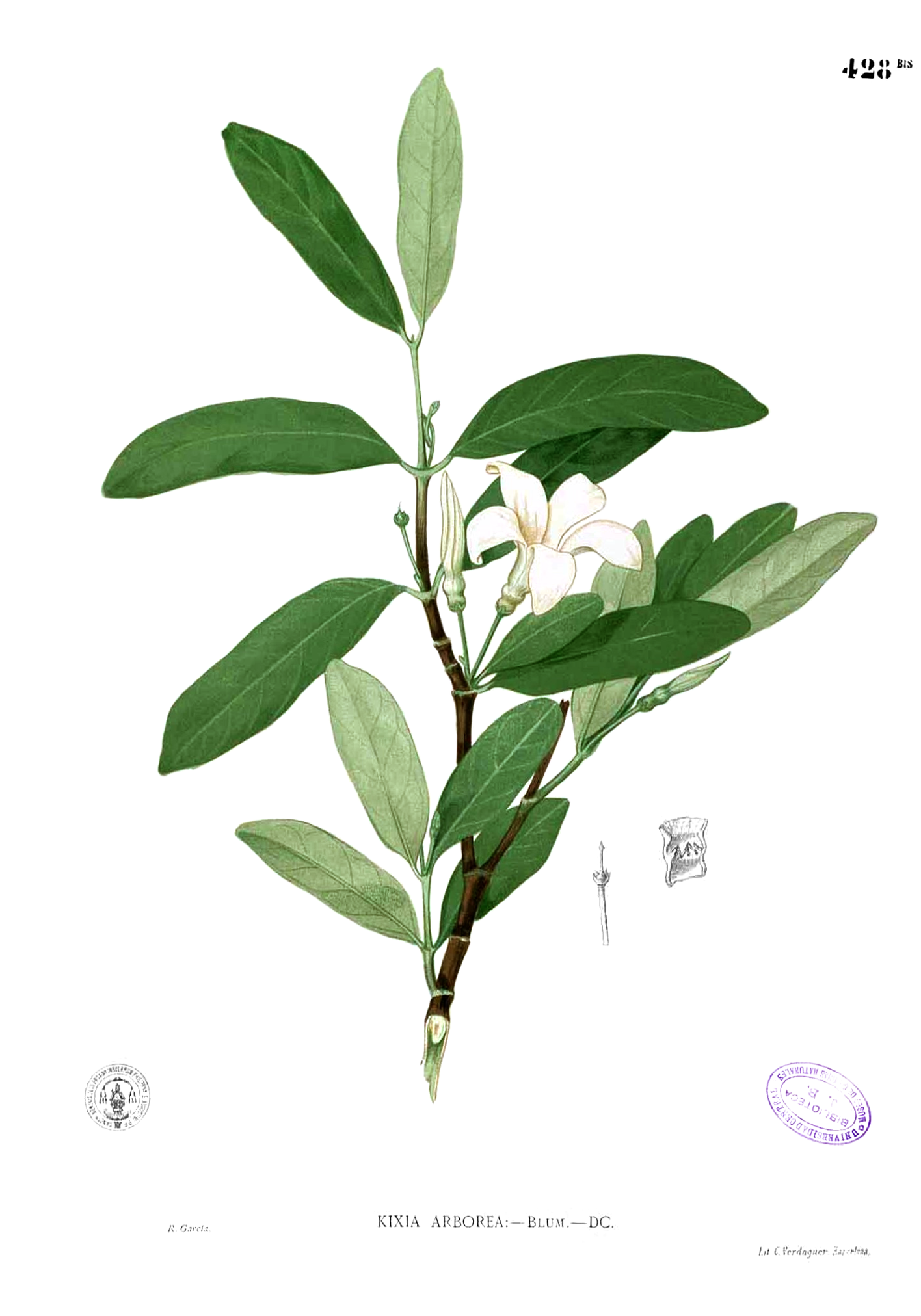